# BioInformàtics Barcelona
BioInformàtics Barcelona (BIB) és una institució catalana creada el 2015 per 25 institucions per impulsar la investigació en bioinformàtica.
En concret, l'objectiu és ser un catalitzador d'iniciatives d'investigació avançada, transferència de coneixement i desenvolupament de programes de formació. Les institucions consitutives de l'entitat són administracions, universitats, centres de coneixement, empreses i societat civil.
La primera junta directiva estava formada por la presidenta, Ana Ripoll (UAB); el secretari, Arcadi Navarro (UPF), i el tresorer, Alfons Nonell (Mind the Byte). La primera iniciativa va ser el disseny de programes de formació en informàtica amb orientació bioinformàtica a partir del curs 2015-2016 i el primer grau interuniversitari en informàtica a partir del curs 2016-2017.